# HMS Scipio (1782)
HMS Scipio (Корабль Его величества «Сципио») — 64-пушечный линейный корабль третьего ранга. Второй корабль Королевского флота, названный HMS Scipio, в честь древнеримского полководца Сципиона Африканского.

## Постройка
HMS Scipio — третий линейный корабль типа Crown, последнего типа британских 64-пушечных кораблей. Заложен в январе 1780 года. Спущен на воду 22 октября 1782 года на частной верфи Барнарда в Дептфорде.

## Служба
С 1784 по 1786 год Scipio, под командованием капитана Джона Николсона Инглфилда, служил сторожевым кораблём на реке Медуэй.
В июле 1790 года капитаном корабля был назначен Эдвард Торнбро, под командованием которого Scipio входил в состав британской эскадры, направленной для урегулирования спора за залив Нутка с Испанией, и вернулся обратно в декабре, когда конфликт был урегулирован.
В 1796 году Scipio под командованием капитана Френсиса Лафорея входил в состав эскадры вице-адмирала сэра Джона Лафорея,
командующего станцией Подветренных островов, которая 23 апреля захватила голландские колонии Эссекибо и Демерара, а 2 мая ещё одну голландскую колонию — Бербис.
В феврале 1797 года Scipio, под командованием капитана Чарльза Сиднея Даверса, входил в состав эскадры контр-адмирала Генри Харви во время вторжения на Тринидад. Остров был сдан испанцами практически без сопротивления, британцам удалось захватить 74-пушечный линейный корабль San-Damaso (три других корабля и фрегат испанцы сожгли, чтобы они не достались англичанам).
Scipio был отправлен на слом и разобран в 1798 году.